# مسخيتي
مسخيتي (بالإنجليزية: Meskheti)‏ (وإسمها باللغة الجورجية მესხეთი) وهي منطقة جبلية في موشيا في جنوب غرب جورجيا قرب الحدو مع تركيا، سكانها الأصليين هم المسخيتيون أو الموشنقيين، وحالياً الأغلبية فيها هم الجورجيون وقد كان يتواجد فيها أتراك المسخيت قبل أن يتم تهجيرهم إلى تركيا من قبل الرئيس السوفيتي السابق الجورجي الأصل جوزيف ستالين وحالياً هي جزء من مقاطعة سامتسخه جافاخيتي.